# Dubla
Dubla - (z ang. double - podwójny) - typ zakładu wzajemnego polegający na obstawieniu dwóch zwycięskich koni, w dwóch kolejnych gonitwach wskazanych przez organizatora wyścigów konnych.